# Andreas Zingerle
Andreas Zingerle (Anterselva, 25 de noviembre de 1961) es un deportista italiano que compitió en biatlón. Es padre de la biatleta Linda Zingerle.
Participó en cuatro Juegos Olímpicos de Invierno, entre los años 1984 y 1994, obteniendo una medalla de bronce en Calgary 1988, en la prueba de relevos. Ganó cinco medallas en el Campeonato Mundial de Biatlón entre los años 1986 y 1994.

## Palmarés internacional
| Juegos Olímpicos   | Juegos Olímpicos    | Juegos Olímpicos  | Juegos Olímpicos |
| Año                | Lugar               | Medalla           | Prueba           |
| ------------------ | ------------------- | ----------------- | ---------------- |
| 1988               | Calgary (Canadá)    | Medalla de bronce | Relevo           |
| Campeonato Mundial |                     |                   |                  |
| Año                | Lugar               | Medalla           | Prueba           |
| 1986               | Oslo (Noruega)      | Medalla de bronce | Relevo           |
| 1990               | Oslo (Noruega)      | Medalla de oro    | Relevo           |
| 1993               | Borovets (Bulgaria) | Medalla de oro    | Individual       |
| 1993               | Borovets (Bulgaria) | Medalla de oro    | Relevo           |
| 1994               | Canmore (Canadá)    | Medalla de oro    | Equipo           |